# Roella amplexicaulis
Roella amplexicaulis är en klockväxtart som beskrevs av Donald Dungan Dod. Roella amplexicaulis ingår i släktet Roella och familjen klockväxter. Inga underarter finns listade i Catalogue of Life.

## Bildgalleri

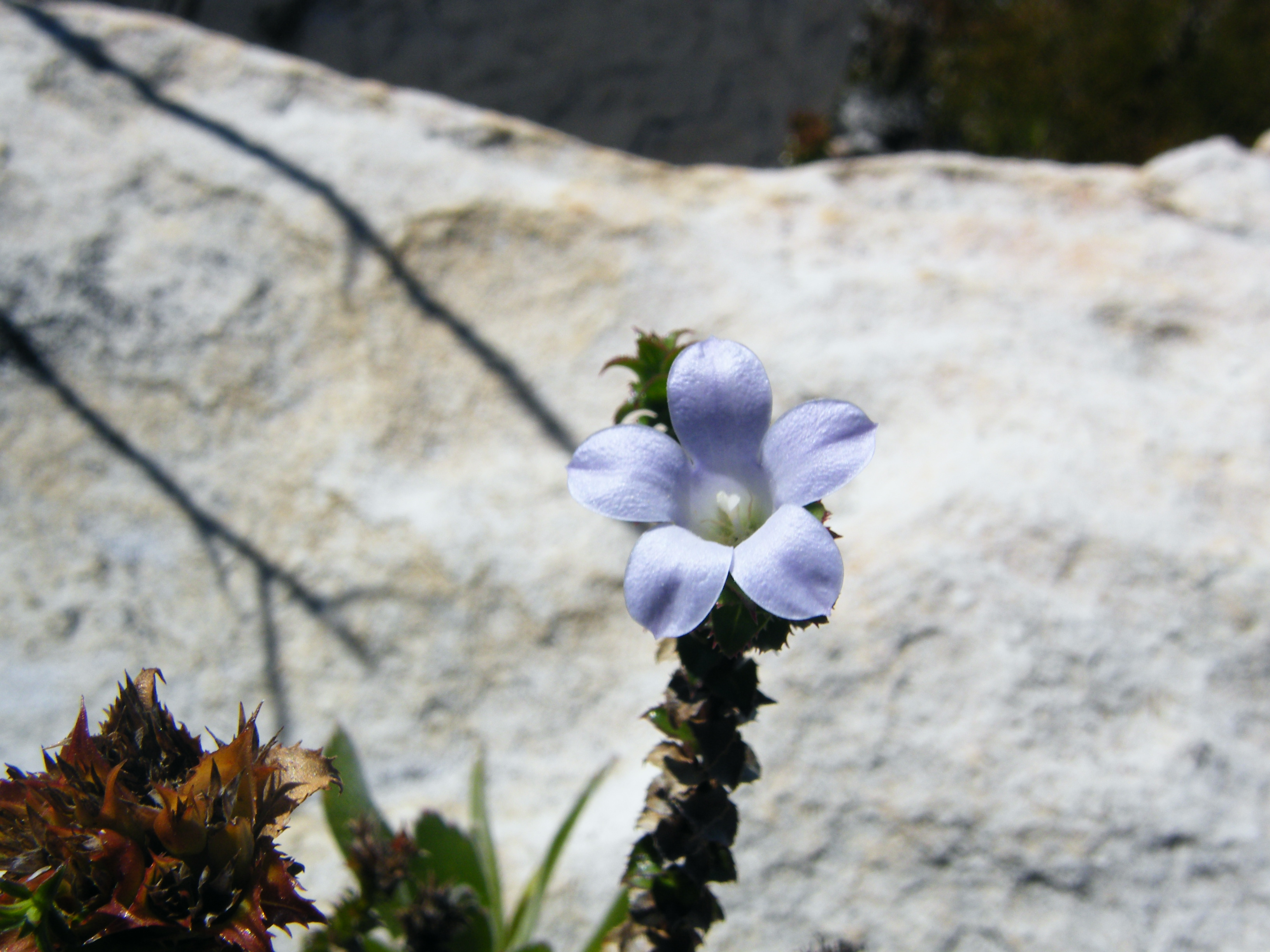
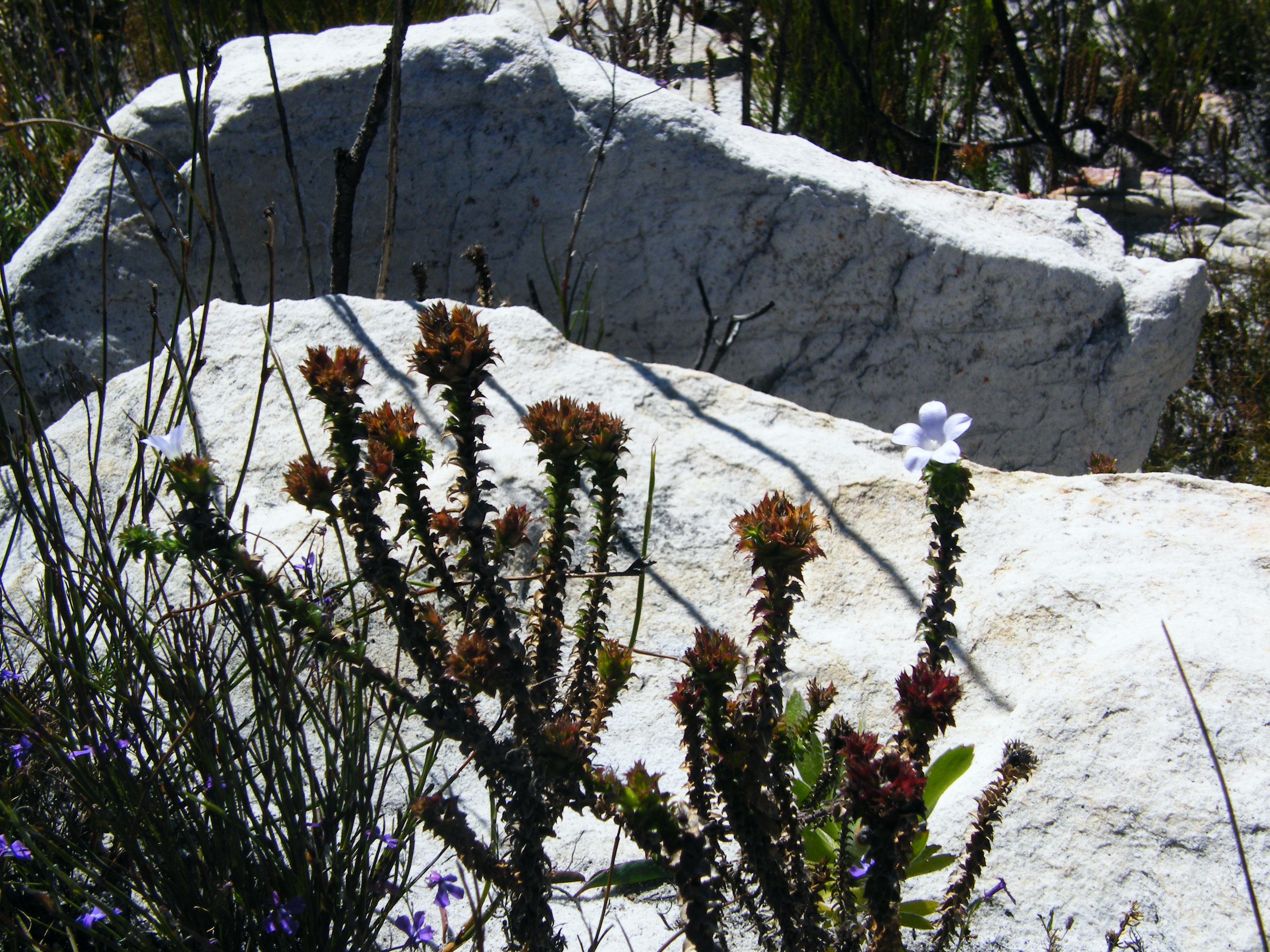